# Cuscuta americana
Cuscuta americana är en vindeväxtart som beskrevs av Carl von Linné. Cuscuta americana ingår i släktet snärjor, och familjen vindeväxter. Inga underarter finns listade i Catalogue of Life.